# Giulia non esce la sera (album)
Giulia non esce la sera è un album dei Baustelle, pubblicato nel 2009, colonna sonora del film Giulia non esce la sera di Giuseppe Piccioni, con Valerio Mastandrea e Valeria Golino.

## Il disco
La pubblicazione dell'album è stata anticipata dall'uscita del cd singolo Piangi Roma, interpretato dai Baustelle con la partecipazione straordinaria dell'attrice Valeria Golino.
L'album contiene solo due brani cantati, che sono Piangi Roma e L'aeroplano, con quest'ultimo tratto dal CD Amen.
Il brano La vita va, anch'esso contenuto in Amen, è qui inserito, invece, in versione solo strumentale.
I Baustelle con questo album sono candidati ai David di Donatello 2009 nella categoria "Miglior musicista" e con il brano Piangi Roma nella categoria "Migliore canzone originale". Il brano si aggiudica nello stesso anno il Nastro d'argento alla migliore canzone originale.

## Tracce
1. Piangi Roma (feat. Valeria Golino) - 4:15
2. La vita va - 4:04
3. Vita, dolcezza, speranza nostra - 1:05
4. Aria, bolle, aria - 0:55
5. Guido e il vecchio - 0:59
6. In macchina - 0:31
7. Rientro in carcere - 4:26
8. Un uomo, una donna, un prete - 1:05
9. Conferenza stampa - 1:16
10. Ho ucciso un uomo - 1:36
11. Apparizioni subacquee - 2:15
12. Il premio - 1:32
13. Bignè - 0:56
14. L'aeroplano - 4:16
15. La piscina - 2:43
16. Via dalla festa I - 0:33
17. Via dalla festa II - 0:47
18. Nuotare - 1:40
19. Conferenza stampa II - 1:22
20. Un giocattolo da riparare - 1:22
21. Come Bach - 2:56
22. Un giocattolo da riparare II - 2:34
23. Il premio II - 1:22